# イドリッサ・ウエドラオゴ
イドリッサ・ウエドラオゴ（Idrissa Ouedraogo, 1954年1月21日 - 2018年2月18日）は、ブルキナファソの映画監督。

## 来歴
1954年1月21日、オートボルタ （現ブルキナファソ） のバンフォラで生まれる。ワガドゥグーのAfrican Institute for Cinema Studiesを卒業後、1981年から映画製作を始め、1985年までに6本の短編映画を製作。同時期、キエフとパリの高等映画学院で映画製作を学んだ。
1987年、初の長編『祖国アフリカ』を発表。タオルミナ国際映画祭で審査員特別賞を受賞した。
1989年に発表した2作目の『ヤーバ』は第42回カンヌ国際映画祭の監督週間部門に出品され、国際映画批評家連盟賞とエキュメニカル審査員賞を受賞した。翌1990年には3作目の『掟』が第43回カンヌ国際映画祭のコンペティション部門に出品され、審査員特別グランプリを受賞した。
1992年の『Samba Traoré』は写実的な作風が評価され、翌1993年の第43回ベルリン国際映画祭で特別表彰を受賞した。

## 作品

### 長編
- 祖国アフリカ Yam Daabo （1987年）
- ヤーバ Yaaba （1989年）
- 掟 Tilaï （1990年）
- Obi （1991年）
- Samba Traoré （1993年）
- Le Cri du cœur （1994年）
- Afrique, mon Afrique （1994年）
- Kini & Adams （1997年）
- La Colère des dieux （2003年）
- Kato Kato （2006年）

### 短編・テレビ映画
- Pourquoi? （1981年） 短編
- Poko （1981年） 短編
- Les Écuelles （1983年） 短編
- Les Funérailles du Larle Naba （1984年） 短編
- Ouagadougou, Ouaga deux roues （1985年） 短編
- Issa le tisserand （1985年） 短編ドキュメンタリー
- A Karim na Sala （1991年） テレビ映画
- Gorki （1994年） 短編
- キング・オブ・フィルム/巨匠たちの60秒 Lumière et compagnie （1995年） オムニバス
- Les Parias du cinémas （1997年） 短編
- Entre l'arbre et l'écorce （1999年） テレビ映画
- Le monde à l'endroit （2000年） テレビ映画
- Scenarios from the Sahel （2001年） 短編
- Kadi Jolie （2001年） テレビシリーズ
- 11'09''01/セプテンバー11 11'09''01 September 11 （2002年） オムニバス
- Stories on Human Rights （2008年） オムニバス
- The Birthday （2008年） 短編
- Rien ne se jette （2010年） 短編ドキュメンタリー

## 関連文献
- 白石顕二『アフリカ映画紀行』柘植書房新社、2000年